# Kövegy
Kövegy község Csongrád-Csanád vármegye Makói járásában.

## Fekvése
Makótól keletre, a román határ közelében található; a legközelebbi település az északkeleti szomszédságában fekvő Csanádpalota. Egy kisebb kiharapódástól eltekintve trapéz alakú közigazgatási területét észak, kelet és dél felől is Csanádpalotához tartozó külterületek határolják, csak nyugat felől van másik szomszédja, Magyarcsanád. Délkeleti határszéléhez nagyon közel fekszenek Nagylak északi határrészei, de a két település területe nem érintkezik egymással.

### Megközelítése
Lakott területén a 4434-es út húzódik végig, ezen érhető el Makó és Csanádpalota felől is. Déli határában elhalad az M43-as autópálya is, amelynek csomópontja is van Kövegy keleti határszélén; onnan a település a 4451-es, majd ugyancsak a 4434-es úton közelíthető meg. A Szeged felől érkező autósok azonban valamivel rövidebb úton érhetik el Kövegyet az apátfalvi csomópontnál letérve, a 4425-ös, majd arról keletnek fordulva a 4434-es úton.

## Története
1764-ben még pusztaként említik, 1843-ban telepítettek ide több, mint 120 katolikus dohánykertész családot a környező településekről. 1882-ig Csanádpalotához tartozott, majd önálló település lett. 1973-tól 1990-ig Csanádpalotával közös tanácsú község volt. 1990 óta újra önálló település.

## Közélete

### Polgármesterei
- 1990–1994: Takács Zoltán (Agrárszövetség)[3]
- 1994–1998: Takács Zoltán (MSZP)[4]
- 1998–2002: Takács Zoltán (független)[5]
- 2002–2006: Takács Zoltán (független)[6]
- 2006–2010: Galgóczkiné Krobák Mária Anna (független)[7]
- 2010–2014: Galgóczkiné Krobák Mária (független)[8]
- 2014–2019: Galgóczkiné Krobák Mária Anna (független)[9]
- 2019–2024: Galgóczkiné Krobák Mária Anna (Fidesz-KDNP)[10]
- 2024– : Galgóczkiné Krobák Mária Anna (Fidesz-KDNP)[1]

## Népesség
| Lakosok száma | 369  | 368  | 366  | 336  | 316  | 322  | 314  |
|               | 2013 | 2014 | 2017 | 2021 | 2022 | 2023 | 2024 |

2001-ben a település lakosságának közel 100%-a magyar nemzetiségűnek vallotta magát.
A 2011-es népszámlálás során a lakosok 98,9%-a magyarnak, 0,3% lengyelnek, 0,5% románnak mondta magát (1,1% nem nyilatkozott; a kettős identitások miatt a végösszeg nagyobb lehet 100%-nál). A vallási megoszlás a következő volt: római katolikus 68,7%, református 8,2%, evangélikus 0,3%, görögkatolikus 1,3%, felekezeten kívüli 14,6% (5,8% nem nyilatkozott).
2022-ben a lakosság 90,5%-a vallotta magát magyarnak, 1,3% cigánynak, 0,3% románnak, 1,6% egyéb, nem hazai nemzetiségűnek (9,5% nem nyilatkozott; a kettős identitások miatt a végösszeg nagyobb lehet 100%-nál). Vallásuk szerint 23,7% volt római katolikus, 1,9% református, 2,8% görög katolikus, 0,3% egyéb keresztény, 1,6% egyéb katolikus, 27,8% felekezeten kívüli (41,8% nem válaszolt).

## Nevezetességei
Az 1902-ben, Szűz Mária tiszteletére épült katolikus templom.